# جیمز لست
جیمز لست (به انگلیسی: James Last) (نام اصلی: هانس لاست (به آلمانی: Hans Last)؛ معروف به هانزی Hansi) (زادهٔ ۱۷ آوریل ۱۹۲۹ – درگذشتهٔ ۹ ژوئن ۲۰۱۵) یک موسیقی‌دان، آهنگ‌ساز و خواننده اهل آلمان بود. آثار او جزو پرفروش‌ترین آثار موسیقی غربی معاصر است. گفته می‌شود که حدود ۲۰۰ میلیون نسخه از آلبوم‌های موسیقی وی در طول زندگی‌اش به‌فروش رفت.
لست بیشترِ عمر حرفه‌ای‌اش را در آلمان و بریتانیا گذراند.